# Торстен Ліберкнехт
Торстен Ліберкнехт (нім. Torsten Lieberknecht; нар. 1 серпня 1973) — колишній німецький футболіст. По завершенні ігрової кар'єри — тренер. Наразі є головним тренером клубу німецької Бундесліги «Дармштадт».